# InuYasha – Fire on the Mystic Island
InuYasha – Fire on the Mystic Island (jap. 犬夜叉　紅蓮の蓬莱島, Inuyasha: Guren no Hōraijima, dt. „Inuyasha: die Feuerrote Hōrai-Insel“) ist ein Anime-Film aus dem Jahr 2004. Es handelt sich um den vierten von vier Filmen zur Anime-Fernsehserie Inu Yasha, die auf einer Manga-Serie von Rumiko Takahashi basiert. Das Animationsstudio Sunrise produzierte den Film.

## Handlung
Auf ihrer Suche nach den Splittern des Juwels der vier Seelen treffen Inu Yasha und seine Freunde Kagome, Sango, Kirara, Miroku und Shippō auf ein kleines Mädchen. Dieses wird von einem riesigen Monster vom Meer aus angegriffen und daraufhin von den Freunden gerettet. Es stellt sich heraus, dass das Mädchen wie Inuyasha ein Halbdämon (Hanyō) ist und von einer geheimnisvollen Insel vor der Küste floh, die im Nebel verborgen liegt und nur alle fünfzig Jahre erscheint, Hōraijima. Auch Inu Yasha kennt das Mädchen, da er vor über 50 Jahren mit Kikyō auf der Insel war. Dort leben noch mehr Hanyōkinder, die durch ein magisches Mal auf ihrem Rücken an der Flucht gehindert werden. Auch Inu Yasha trägt von seinem Aufenthalt dort ein solches Zeichen auf dem Rücken. Dieses stammt von den vier Kriegsgöttern (Shintōshin), die die Insel beherrschen.
Daraufhin ziehen Inu Yasha und seine Freunde mit dem Mädchen zu der Insel, um die anderen Hanyō zu retten und das Zeichen auf Inu Yashas Rücken zu entfernen. Währenddessen wird auch Sesshōmaru von einem der Götter angegriffen. Auch er trägt aus früherer Zeit ein solches Mal. So mischt auch er sich in den Kampf gegen die Kriegsgötter ein. Kikyō kommt ebenso zur Insel, da sie gespürt hat, dass diese wieder erschienen ist und dem Treiben der Götter ein Ende bereiten will.
Auf der Insel müssen dann verschiedene Gefahren überwunden werden, um die Hanyō davor zu bewahren, sich weiter den Göttern opfern zu müssen. Man erfährt, dass die Insel früher von Dämonen wie Menschen bewohnt war die friedlich miteinander lebten. Um diesen Frieden zu bewahren schottete sich die Insel vom Rest der Welt ab. Doch die Kriegsgötter kamen und störten den Frieden, sodass nach und nach fast alle Bewohner der Insel geopfert wurden.
Zum Schluss gelingt es Inu Yasha und seinen Freunden sowie Sesshōmaru und Kikyō die Götter zu besiegen, sodass auf der Insel wieder Frieden einkehren kann.

## Synchronisation
Die deutsche Synchronisation wurde vom Münchner Synchronstudios der PPA Film GmbH produziert.
| Rolle            | Japanische Synchronsprecher (Seiyū) | Deutsche Synchronsprecher |
| ---------------- | ----------------------------------- | ------------------------- |
| Inu Yasha        | Kappei Yamaguchi                    | Dominik Auer              |
| Kagome Higurashi | Satsuki Yukino                      | Ulrike Jenni              |
| Shippō           | Kumiko Watanabe                     | Julia Haacke              |
| Miroku           | Kōji Tsujitani                      | Florian Halm              |
| Sango            | Hōko Kuwashima                      | Angela Wiederhut          |
| Kikyo            | Noriko Hidaka                       | Claudia Lössl             |
| Sesshomaru       | Ken Narita                          | Pascal Breuer             |
| Jaken            | Yūichi Nagashima                    | Kai Taschner              |
| Rin              | Mamiko Noto                         | Caroline Schwarzmaier     |
| Asagi            | Fumiko Orikasa                      | Melanie Manstein          |
| Shion            | Kaori Shimizu                       | Farina Brock              |
| Moegi            | Yūki Masuda                         | Jacqueline Belle          |
| Ai               | Emi Motoi                           | Sabine Bohlmann           |
| Ryura            | Nobutoshi Kanna                     | Ole Pfennig               |
| Kyora            | Nobuo Tobito                        | Philipp Moog              |
| Jura             | Takeshi Kusao                       | Philipp Brammer           |

## Veröffentlichung
InuYasha – Fire on the Mystic Island kam am 23. Dezember 2004 in die japanischen Kinos und spielte dort nach drei Wochen ungefähr sechs Millionen US-Dollar ein. Der Film erschien unter anderem auch auf Englisch und Italienisch.
Der Film ist bei Red Planet im Februar 2007 in Deutschland auf DVD erschien. Die Synchronisation des Filmes wie auch der anderen drei Inu-Yasha-Filme wurde von Red Planet gemeinsam mit dem InuYasha-FanProjekt (IYFP), einem Internetfanprojekt, erstellt. Da das IYFP an allen Phasen der Synchronisation beteiligt war, unterscheidet sich die Fassung der Filme trotz gleicher Sprecher deutlich von der Anime-Serie.

## Hintergrund
Die vier Shintōshin sind den vier Sternenkonstellationen der chinesischen Astronomie entlehnt. Dabei steht Ryuura für den Blauen Drachen, Kyōra für den Roten Vogel, Juura für den Weißen Tiger und Gōra für die Schwarze Schildkröte.

## Rezeption
Die Fachzeitschrift AnimaniA schrieb, der Film sei ein „einziger Hingucker, der ein visuelles Feuerwerk nach dem nächsten abbrennt.“ So seien die „Animationen nicht nur flüssig, sondern finden dazu noch vor beeindruckenden Hintergründen statt. Art-Director Tsutomu Ishigaki, …, hat ganze Arbeit geleistet. So sind die Landschaften detailreich, meist atmosphärisch und nicht selten einfach nur atemberaubend.“ Inhaltlich biete der Film allerdings nicht viel Neues und sei „recht einfach gestrickt“.